# Trinity Seven
Trinity Seven (トリニティセブン) é uma série de mangá de comédia romântica e fantasia escrito por Kenji Saitō e ilustrado por Akinari Nao. Foi publicado pela revista de mangá shōnen na revista Monthly Dragon Age da Fujimi Shobo desde 2010 e coletado em trinta e dois volumes tankōbon a partir de 7 de março de 2025. Uma adaptação em light novel de Kenji Saitō com ilustrações de Akinari Nao está sendo publicada pela Kadokawa Shoten. O primeiro volume foi lançado em 8 de novembro de 2014. Uma adaptação em anime produzida pela Seven Arcs Pictures começou a ser exibida em outubro de 2014. Uma filme intitulado Trinity Seven the Movie: The Eternal Library and the Alchemist Girl foi adaptado da série anime e teve sua estréia em 25 de fevereiro de 2017.

## Enredo
Arata Kasuga vivia uma vida normal junto de sua prima e amiga de infância, Hijiri Kasuga, em uma pequena cidade. No entanto, tudo mudou no dia em que o Sol Negro apareceu. O Sol Negro causou o Fenômeno de Colapso, um evento que destrói a cidade onde eles vivem e faz Hijiri sumir. Antes de começar a desaparecer, ela dá um grimório para Kasuga, pedindo para protegê-lo. Desesperado por perder sua prima e todos os outros amigos e familiares, Kasuga pede que seu mundo volte a ser como era, o que faz o grimório reconstruir artificialmente sua vida normal, fazendo-o esquecer a destruição da cidade e o desaparecimento de Hijiri. Lilith Asami, uma maga, é enviada para investigar as ruínas da cidade e ela encontra um feitiço poderoso em seu lugar. Ela faz Kasuga lembrar os eventos reais e, consequentemente, o feitiço é quebrado, não sem o grimório dizendo-lhe que Hijiri está viva. Kasuga decide que sua única opção é se tornar um mago para resgatar sua prima e assim ele se junta à Academia Bíblia Real, uma escola secreta de magos que lida com questões sobrenaturais ao redor do mundo. Lá, ele é apresentado a Trinity Seven, sete poderosas magas que estão no topo de seus respectivos campos (sendo Lilith uma delas) que irão ajudá-lo em seu objetivo de se tornar um poderoso mago e encontrar a verdade sobre Hijiri e o Sol Negro. Ele logo descobre que outra das Trinity Seven, Arin, parece quase exatamente como sua prima desaparecida, embora ela mostra uma personalidade completamente diferente. Este acaba desenvolvendo magias, embora uma destas capaz de despir as meninas e ele mesmo, para consternação de Lilith, como também um dos fetiches de Arata, por gostar de meninas, principalmente no que diz aos grandes seios das meninas, um dos traços da Lilith quem é alvo da perversão de Arata.

## Mídia
A série é publicada pela revista de mangá shōnen Monthly Dragon Age da Fujimi Shobo desde 2010. O primeiro volume compilado foi lançado em 7 de julho de 2011. Em 10 de outubro de 2014, a Yen Press anunciou em seu painel da New York Comic Con que licenciou Trinity Seven para lançamento na América do Norte, com o primeiro volume lançado em 19 de maio de 2015.
Em 4 de novembro de 2014, foi anunciada uma adaptação derivada em light novel de Trinity Seven. Foi escrita por Kenji Saito e ilustrada por Akinari Nao. A série cobre o passado dos personagens principais, e retrata eventos ainda não mostrados no mangá. O primeiro romance foi lançado em 8 de novembro de 2014, intitulado Trinity Seven The Novel: Night Episode and Lost Memory. O segundo romance, intitulado "Trinity Seven The Novel: Eternity Library and Alchemic Girl", foi lançado em 25 de fevereiro de 2017.
Uma adaptação da série em anime produzido pela Seven Arcs estreou na TV Tokyo em 8 de outubro de 2014, e mais tarde na TVA, TVO e AT-X. A série é dirigida por Hiroshi Nishikiori e Hiroyuki Yoshino é responsável pela composição.